# The 60th Anniversary Thai Cycling Association
The 60th Anniversary Thai Cycling Association désigne à la fois une course cycliste par étapes et une course cycliste d'un jour féminine qui se tient en 2019 en Thaïlande. Elles font partie Calendrier international féminin UCI, en classe 2.1 et 1.1 respectivement.

## The 60th Anniversary Thai Cycling Association (course par étapes)

### Palmarès
| Année | Vainqueur     | Deuxième          | Troisième  |
| ----- | ------------- | ----------------- | ---------- |
| 2019  | Yumi Kajihara | Jutatip Maneephan | Kim Hyunji |

## The 60th Anniversary Thai Cycling Association-The Golden Era Celebration (course d'un jour)

### Palmarès
| Année | Vainqueur         | Deuxième      | Troisième  |
| ----- | ----------------- | ------------- | ---------- |
| 2019  | Jutatip Maneephan | Yumi Kajihara | Seon-ha Yu |